# لورا بومان
لورا بومان (بالإنجليزية: Laura Bowman)‏ هي ممثلة أمريكية، ولدت في 1881، وتوفيت في 1957.

## وصلات خارجية
- لورا بومان على موقع IMDb (الإنجليزية)
- لورا بومان على موقع قاعدة بيانات الفيلم (الإنجليزية)